# Ngân hàng Trung Quốc
Ngân hàng Trung Quốc, tên đầy đủ là Công ty Trách nhiệm hữu hạn Ngân hàng Trung Quốc (tiếng Anh: Bank of China Limited giản thể: 中国银行; phồn thể: 中國銀行; bính âm: Zhōngguó Yínháng), viết tắt BOC, là một tập đoàn dịch vụ tài chính và ngân hàng đa quốc gia của Trung Quốc do nhà nước sở hữu có trụ sở chính tại Bắc Kinh, Trung Quốc. Đây là một trong "bốn ngân hàng lớn" tại Trung Quốc. Tính đến ngày 31 tháng 12 năm 2019, đây là ngân hàng cho vay lớn thứ hai tại Trung Quốc nói chung và là ngân hàng lớn thứ chín trên thế giới theo giá trị vốn hóa thị trường. và được Hội đồng ổn định tài chính coi là một ngân hàng quan trọng về mặt hệ thống. Tính đến cuối năm 2020, đây là ngân hàng lớn thứ tư trên thế giới về tổng tài sản, xếp sau ba ngân hàng Trung Quốc khác
Ngân hàng Trung Quốc được thành lập vào năm 1912 bằng cách đổi tên Ngân hàng Đại Thanh của triều đại nhà Thanh (thành lập năm 1905) theo chính quyền Cộng hòa mới thành lập. Cho đến năm 1942, ngân hàng này đã phát hành tiền giấy thay mặt cho chính phủ với tư cách là một trong "Bốn ngân hàng lớn" của thời kỳ đó, cùng với Ngân hàng Truyền thông. (thành lập năm 1908), Ngân hàng Trung ương Trung Quốc (thành lập năm 1924) và Ngân hàng Nông dân Trung Quốc (thành lập năm 1933). Sau Cách mạng Cộng sản Trung Quốc năm 1949, ngân hàng này tiếp tục hoạt động tại Đài Loan, nơi đổi tên thành International Commercial Bank of China sau khi tư nhân hóa vào năm 1971, trong khi các hoạt động tại đại lục được sáp nhập vào Ngân hàng Nhân dân Trung Quốc (PBC). Năm 1979, Ngân hàng Trung Quốc được tái lập thông qua việc tách ra khỏi PBC trong giai đoạn đầu cải cách kinh tế Trung Quốc.
Bank of China (Hong Kong) là công ty con địa phương của Ngân hàng Trung Quốc, nơi duy trì mối quan hệ chặt chẽ trong quản lý và hành chính và hợp tác trong một số lĩnh vực bao gồm bán lại các dịch vụ bảo hiểm và chứng khoán của BOC.

## Lịch sử
Năm 1905, triều đình nhà Thanh đã cho thành lập Ngân hàng Bộ Hộ Đại Thanh, nhằm phục vụ cho hoạt động tài chính thông thương giữ Trung Quốc với các quốc gia bên ngoài. Năm 1906, ngân hàng được đổi tên thành Ngân hàng Đại Thanh. Năm 1911, Cách mạng Tân Hợi bùng nổ. chính quyền Thanh triều sụp đổ, Ngân hàng Đại Thanh cũng ngừng hoạt động.
Năm 1912, sau khi chính quyền Trung Hoa Dân quốc được thành lập, tổng thống lâm thời Tôn Trung Sơn đã bổ nhiệm Ngô Đỉnh Xương làm giám đốc Ngân hàng Trung Quốc, được xây dựng lại trên các cơ sở của Ngân hàng Đại Thanh trước đó. Từ khi thành lập cho đến năm 1942, Ngân hàng Trung Quốc cùng với Ngân hàng Nông nghiệp, Ngân hàng Giao thông và Ngân hàng Trung ương, đảm nhận việc phát hành tiền giấy thay cho chính phủ Trung Hoa Dân quốc, được mệnh danh là "Tứ đại ngân hàng" ở thời kỳ này.